# Youcef Bouzidi
Pour les articles homonymes, voir Bouzidi.
Youcef Bouzidi (en arabe : يوسف بوزيدي, en tifinagh : ⵢⵓⵙⵙⴻⴼ ⴱⵓⵣⵉⴷⵉ), né le 19 juillet 1957 à Hussein-Dey dans la wilaya d'Alger et mort le 12 décembre 2024 à Kouba dans la wilaya d'Alger, est un footballeur algérien jouant dans les années 1980 qui est ensuite devenu directeur sportif et entraîneur de football.
De 1997 à 2024, il réussit dans sa carrière d'entraîneur un total de neuf accessions, dans différents paliers de championnat de football, en Algérie, principalement avec des clubs de D3.

## Carrière d'entraîneur

### Une nouvelle opportunité en D1 avec le NA Hussein Dey
Pour le début de la saison 2014-2015, il est l’entraîneur adjoint de Hugo Broos. Il continue à occuper le poste d'adjoint avec l’entraîneur Meziane Ighil à la tête du NA Hussein Dey au cours de la saison mais ce dernier ne reste que six matchs et il quitte le club. Bouzidi occupe la tête du staff technique du club à partir du mois d'avril 2015 après le départ du technicien Ighil pour gérer les cinq dernières rencontres du championnat de D1 (quatre victoires et un nul).

### Une bonne réputation nationale
Lors de la saison 2015-2016, Bouzidi occupe la tête de l'O Médéa évoluant en D2, mais cette aventure ne dure que deux mois et il quitte l'OM. Ensuite il est contacté par le NA Hussein Dey pour revenir à la tête du staff technique du club pour succéder au français Alain Michel,,. Il occupe ce poste jusqu'en octobre 2016 avant de quitter à l'amiable son poste, il dirige le NAHD durant 39 matchs.

### Un parcours perturbé
Après son début de saison 2016-2017 avec le NAHD, Bouzidi succède à Nasser Sandjak au MO Béjaïa pour redresser le chemin de club qui traverse une période difficile pour se maintenir en D1. Il jette l'éponge en décembre 2016, après seulement quatre journées (un nul et trois défaites). Bouzidi ensuite se dirige vers l'ASO Chlef en D2, mais il ne reste qu'un mois avant d’être remplacé par El Hadi Khezzar en janvier 2017.
Pour le début de saison 2017-2018, il prend la tête du staff technique du RC Relizane, mais il démissionne après la 3e journée de D2. Il prend le chemin de la JSM Skikda, le club qui joue l'accession en D1, mais cela ne dure que quelques semaines avant de démissionner de ses fonctions.

### L'exploit avec la JS Kabylie
Après son départ de la JSM Skikda, Bouzidi est contacté, pour succéder à Noureddine Saâdi, en février 2018,. Il a une mission difficile de sauver la JS Kabylie de la relégation en D2. Il dirige 10 matchs en championnat et il réalise un record de cinq victoires, trois défaites et deux nuls et il atteint l'objectif fixé par le club de maintenir la JSK en première division algérienne.
En Coupe d'Algérie 2017-2018, après avoir battu sous sa direction l'USM Blida en quarts de finale et le MC Alger en demi-finales, il perd en finale, contre l'USM Bel Abbès, sur un score de 2-1.
Il quitte le club d'une manière inattendue, malgré l’appréciation et le respect qu'il a eu, au sein de la famille de la JSK. Il cumule en tout 13 matchs (sept victoires, quatre défaites et deux nuls).

### Un premier titre majeur gagné avec l'USM Bel Abbès
Après quelques mois loin du football, Bouzidi revient aux actualités, à l'occasion de sa nomination, à la tête du staff technique de l'USM Bel Abbès, fin octobre 2018, pour succéder à l’entraîneur tunisien Moez Bououkaz. À son premier match, en finale de Supercoupe d'Algérie 2018, contre le CS Constantine, le 1er novembre 2018, il arrache son premier titre majeur, dans sa carrière d'entraîneur.

### Le maintien miracle avec la JS Kabylie
En mai 2023, Bouzidi est nommé entraîneur de la JS Kabylie, pour la troisième fois de sa carrière, en remplacement de Miloud Hamdi. Il a une autre mission très difficile de maintenir la JSK, en D1. Dans la course au maintien, il dirige 10 matchs en championnat et il réalise un record de six victoires et quatre nuls, avec aucune défaite. Il atteint son objectif, dans une victoire de 2-0, le 10 juillet 2023, lors de la 29e et avant dernière journée du championnat, au Stade du 1er-novembre-1954, à Tizi Ouzou, face au NC Magra. Pour la deuxième fois de sa carrière d’entraîneur, il sauve le club kabyle d'une relégation certaine, en D2.
Après la fin de saison 2022-2023, il est reconduit dans ses fonctions, pour la saison 2023-2024, en tant qu'entraîneur de la JSK.
En octobre 2023, après seulement trois journées de championnat de la saison 2023-2024 (une victoire, une défaite et un nul), il est remercié, par la direction de la JS Kabylie et est remplacé par le portugais Rui Almeida. Il cumule en tout 14 matchs (sept victoires, deux défaites et cinq nuls).
En octobre 2024, il est démis de ses fonctions d'entraîneur du MC Oran, après avoir sauvé le club de la relégation lors de la saison 2023-2024. Il est encore une fois limogé après trois journées de championnat de la saison 2024-2025, en ayant récolté quatre points sur neuf.

## Palmarès d'entraîneur
MSP Batna
- Vainqueur du Championnat d'Algérie D3 2005 dans le Groupe Est.

 USM Sétif
- Vainqueur du Championnat d'Algérie D3 2007 dans le Groupe Est.

 JSM Skikda
- Vainqueur du Championnat d'Algérie D3 2008 dans le Groupe Est.

 AB Merouana
- Vainqueur du Championnat d'Algérie D3 2009 dans le Groupe Est.

 MO Béjaïa
- Vainqueur du Championnat d'Algérie D3 2002 dans le Groupe Constantine en tant qu'entraîneur adjoint de Chaâbane Merzekane.

- Vainqueur du Championnat d'Algérie D3 2011 dans le Groupe Centre-Est.

 NA Hussein Dey
- Vainqueur de la Coupe d'Algérie Juniors 1996 en tant que directeur sportif.
- Vainqueur de la Coupe d'Algérie Cadets 1997 en tant que directeur sportif.
- Vainqueur du Championnat d'Algérie D2 1998 dans le Groupe Centre en tant qu'entraîneur adjoint de Chaâbane Merzekane.
- Finaliste de la Coupe d'Algérie 2016.

 RC Kouba
- Vainqueur du Championnat d'Algérie D3 2017 dans le Groupe Centre.

 JS Kabylie
- Finaliste de la Coupe d'Algérie 2018.

 USM Bel Abbès
- Vainqueur de la Supercoupe d'Algérie 2018.

 RC Relizane
- Accession en D1 en 2020.

## Distinction personnelle
- Élu meilleur entraîneur algérien de la saison 2015-2016[32].